# Metepeira gressa
Metepeira gressa är en spindelart som först beskrevs av Eugen von Keyserling 1892.  Metepeira gressa ingår i släktet Metepeira och familjen hjulspindlar. Inga underarter finns listade i Catalogue of Life.